# Baliospermum solanifolium
Baliospermum solanifolium là một loài thực vật có hoa trong họ Đại kích. Loài này được (Burm.) Suresh mô tả khoa học đầu tiên năm 1988.

## Hình ảnh

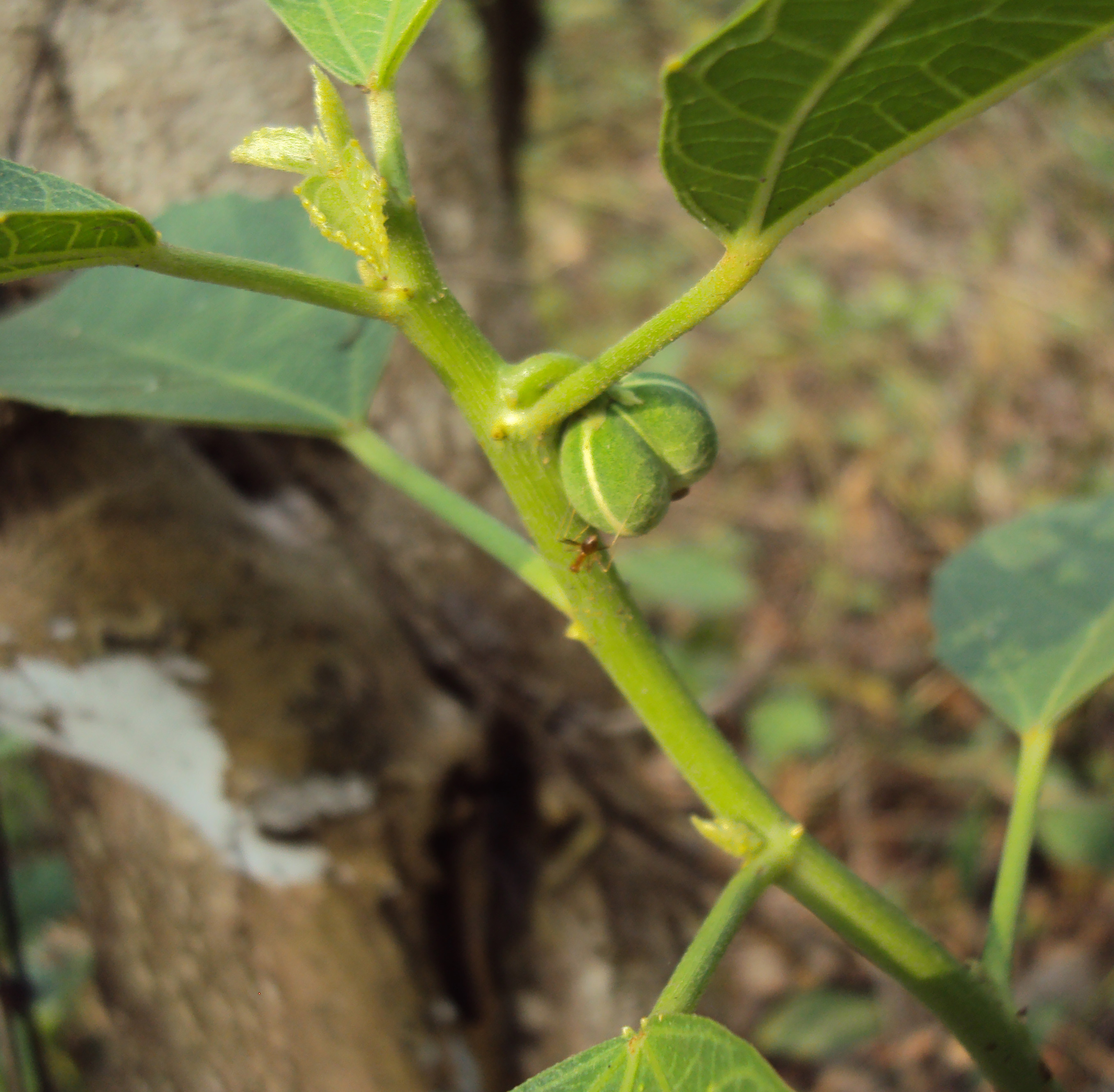
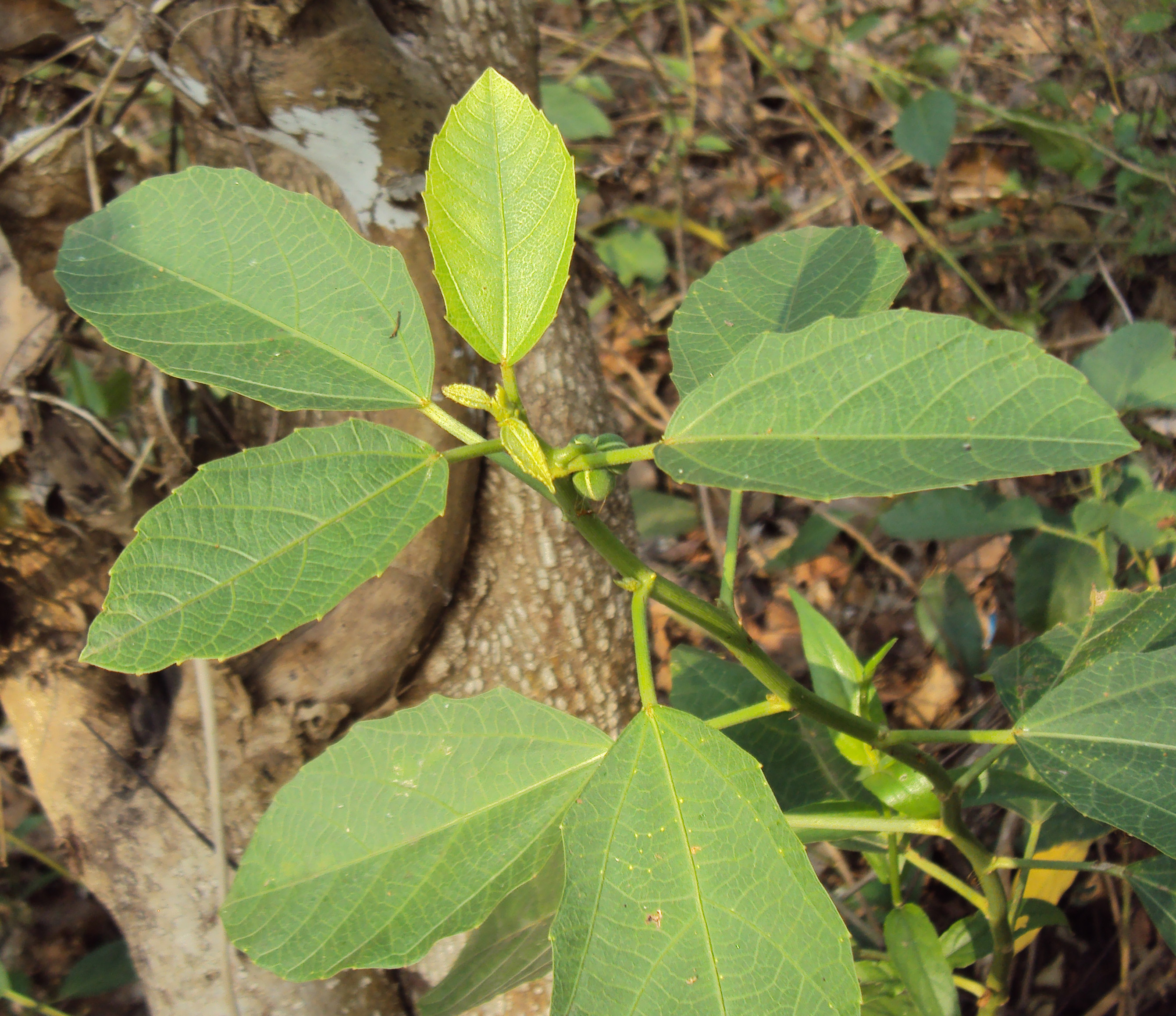
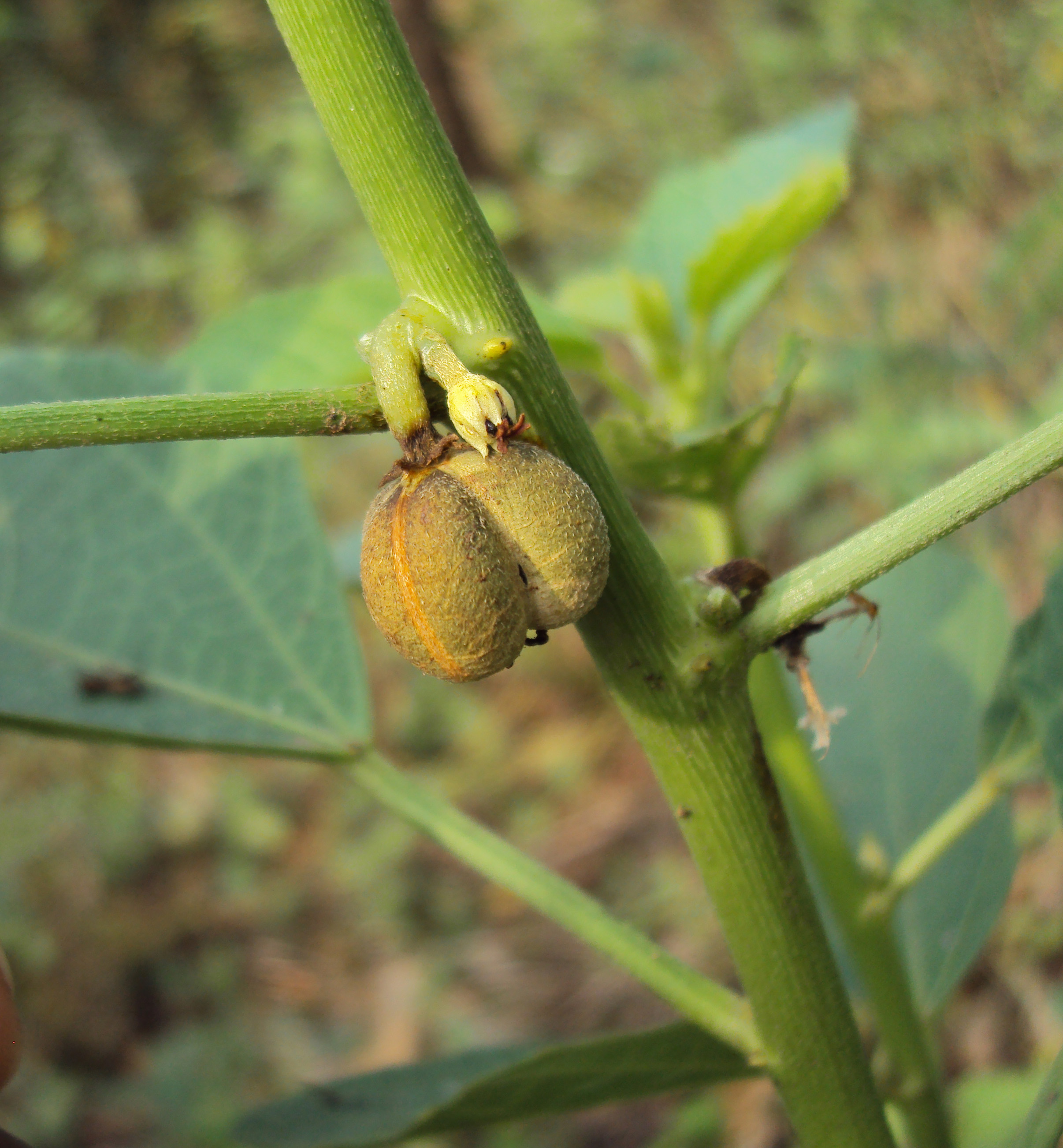
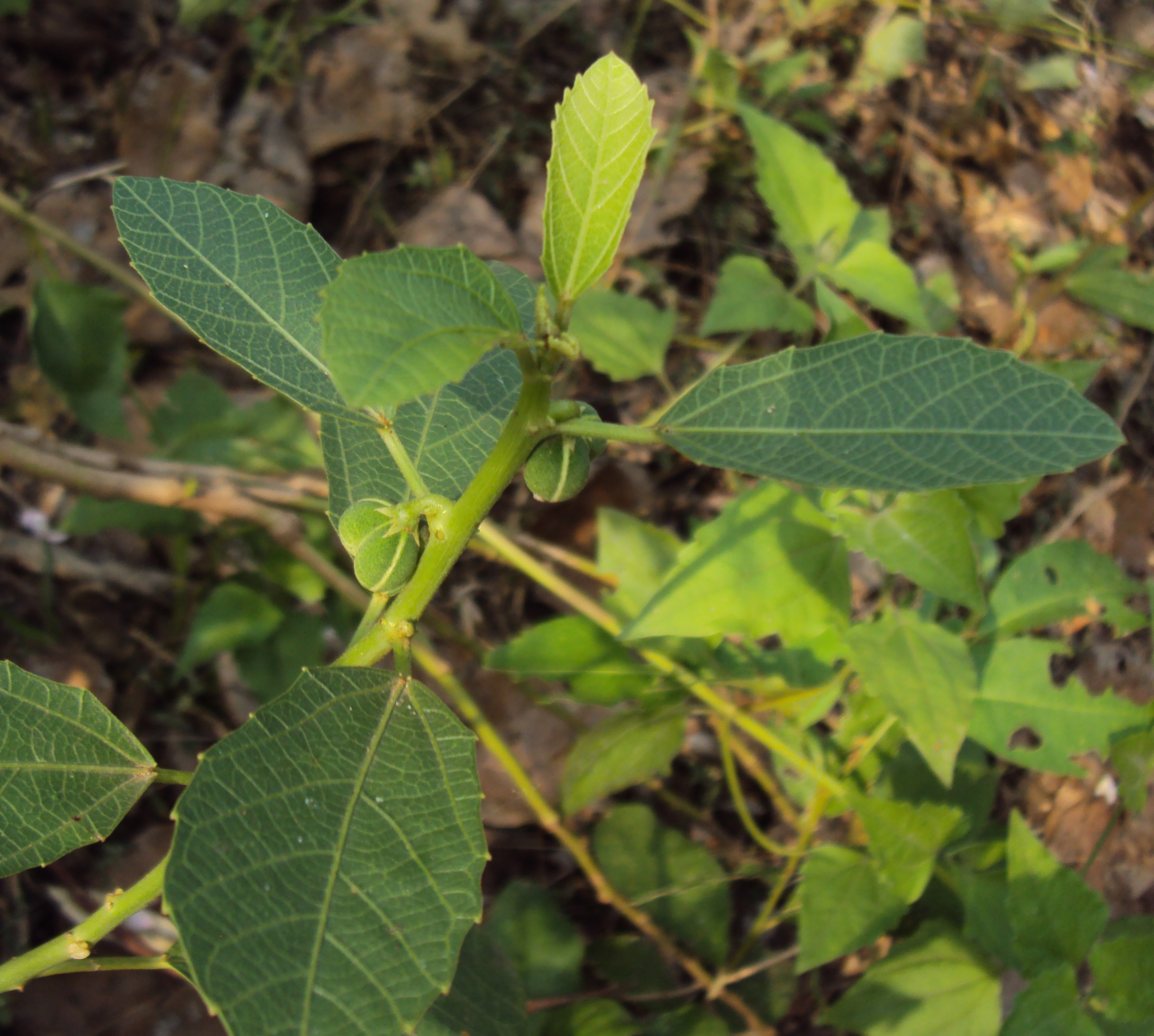